# Interstate 60
Interstate 60 (Interstate 60: Episodes of the Road) è un film del 2002, diretto da Bob Gale. Il film tratta di un viaggio surreale, effettuato lungo una strada immaginaria, sulla quale un ragazzo, giunto ad un bivio della sua vita, si imbatte in diversi personaggi stravaganti, incontrando le risposte che cerca per andare avanti in ciò che crede e ama.

## Trama
(O.W. Grant)
Il film comincia in un pub, dove due ragazzi, Quincy e Zack, discutono sul fatto che l'America, al contrario degli altri continenti, è priva, nell'immaginario collettivo, di una figura mitica capace di esaudire i desideri. Un altro cliente del pub, Tolbert, non è d'accordo e racconta loro la storia di O.W. Grant: si tratta di un uomo, figlio di uno gnomo e di un'indiana Cheyenne con tanti altri pseudonimi, che gira con un cravattino rosso e una pipa a forma di testa di scimmia sulla Interstate 60 (strada non presente sulle mappe), esaudendo un desiderio a chiunque glielo chieda, ma solo uno per ciascuna persona. C'è poi un breve episodio che presenta il personaggio: Mr. Baker, un isterico uomo d'affari, con un colpo di sportello della sua auto colpisce Grant che passa in bicicletta; la pipa di quest'ultimo cade e si rompe, un camion schiaccia la bicicletta, Baker ci rimette il telefonino e comincia a inveire, gridando che vorrebbe che tutto questo non fosse successo. Grant realizza istantaneamente il suo desiderio e, nella nuova versione dei fatti, è lo stesso Baker, non più trattenuto dall'incidente con la bicicletta, a finire sotto il camion, dimostrando che non tutto il male viene per nuocere. Tuttavia, la pipa a forma di testa di scimmia rimane rotta.
Dopodiché, inizia la storia principale: Neal Oliver è un ragazzo di Saint Louis ossessionato da una vita che non vuole, pianificata nei minimi dettagli dal padre, Daniel, un ricco avvocato che vorrebbe mandarlo a studiare legge all'Università di Bradford, quando invece ama dipingere e sogna di sfondare nel mondo dell'arte. La sua passione è incoraggiata da sua sorella, Nancy, l'unica che sembra capirlo, ma osteggiata dalla sua ragazza, Sally. Nelle prime scene dove appare Neal, egli confessa a Sally di continuare ad avere strani sogni dove intravede una ragazza bellissima, dipingendola senza una precisa motivazione. Il giorno del suo 22º compleanno, Neal è a pranzo con la sua famiglia in un ristorante. A quel punto arriva O.W. Grant, che fa il cameriere, il quale gli porta la torta e gli dice di esprimere un desiderio; Neal chiede una risposta alla sua vita. Grant decide di esaudirlo e mette in moto la sua magia: uscito dal locale per vedere la sua nuova BMW cabriolet rossa, appena ricevuta in regalo dal padre, Neal viene colpito in testa da un secchio e finisce all'ospedale.
Al suo risveglio, trova ad aspettarlo un personaggio piuttosto enigmatico e bizzarro di nome Ray, il quale, grazie a delle carte truccate con cuori neri e picche rosse, gli spiega che ora lui è in grado di vedere ciò che per gli altri è invisibile. Da quel momento, infatti, Neal continua a vedere cartelloni pubblicitari dove appare la ragazza dei sogni insieme ad uno strano messaggio e ad un numero di telefono, ma che solo lui vede: decide, quindi, di telefonare il numero e risponde una donna, che gli riferisce un indirizzo ed un orario per il giorno successivo. Il giorno dopo, Neal, arrivato nel palazzo corrispondente all'indirizzo, entra in un ascensore, dove gli appare un'altra scritta che lo invita a premere i bottoni 3 e 10 nello stesso momento (piano tredicesimo, non presente nei bottoni disponibili). All'uscita dell'ascensore, Neal si trova in una stanza semivuota, dove incontra di nuovo Ray, che stavolta gli offre un lavoro: avrà una settimana di tempo per consegnare un pacco a Danver (non Denver) a un certo Robin Fields in un posto chiamato "Rainbow Club", percorrendo la Interstate 60 verso ovest. Una volta accettato il lavoro, Neal firma il contratto e vi suggella anche un patto di sangue.
Non appena comincia il suo viaggio, Neal incontra di nuovo O.W. Grant, che gli svela che il suo nome significa "One Wish" e ha deciso di esaudire quanto aveva chiesto al suo compleanno, poi gli regala una magica palla 8 da biliardo, che dà risposte a qualunque cosa chieda, e i due partono per il viaggio sull'inesistente strada, durante il quale Neal vive diverse esperienze ed incontra personaggi particolari, ovvero:
- Tolbert, già visto a inizio film, che si rivela essere un uomo che amava mangiare al quale O.W. ha regalato uno stomaco infinito, ma per cui ora il cibo è diventato un peso.
- Laura, una ragazza avvenente che riceverà da Neal il primo rifiuto sessuale.
- Susan Ross, una donna in cerca di suo figlio, Philip, che è andato a Banton, una città dove tutti sono assuefatti da una droga controllata dal governo: euphoria.
- Robert Wilson Cody, un autostoppista che assume Neal per accompagnarlo, lasciargli scegliere la musica ed essere sempre sincero.
- Mrs. James, una donna che gestisce il Museo di Art Fraud (Arte Fraudolenta), ma in cui le opere si riveleranno essere originali.

Una volta giunto nella città di Morlaw, Neal incontra Lynn Linden, la ragazza sognata e tanto desiderata. Inizialmente, la ragazza si finge una carcerata e, per varie vicissitudini, anche Neal finisce in carcere, ma poi si rivela tutta una farsa e Lynn confessa di avere in passato espresso a Grant il desiderio di incontrare il ragazzo perfetto per lei, così i due si recano in un motel, dove passano la notte insieme. L'indomani, però, Neal, dopo aver dipinto un quadro rappresentante il motel, deve ripartire per il suo viaggio, promettendo a Lynn che tornerà (anche se la palla della verità nega questa possibilità). Durante tutti questi episodi, in qualche modo, il ragazzo trova le risposte alle domande che si era sempre posto. Ad un certo punto del viaggio, però, Neal è costretto a lasciare la propria auto perché rischia di essere scambiato per un assassino che ne guida una identica alla sua, così la butta in un fosso e prosegue a piedi.
Il 2 ottobre giunge finalmente a destinazione, dove ad attenderlo ci sono Ray e Grant, ovvero il destinatario del pacco (il nome "Robin Fields" era solo uno dei suoi tanti pseudonimi), che rivelano di essere cugini. Nella scatola consegnata c'è una nuova pipa per Grant, ma questo spiega che il contenuto del pacco non ha importanza quanto le storie vissute. Il pacco è un esempio di McGuffin, cioè non è importante che cosa sia, a cosa serva e cosa contenga, ma ha il solo preciso scopo di far intraprendere il viaggio. Neal stesso, infatti, ammette che non gli interessa più il contenuto. A quel punto, Grant usa la sua nuova pipa magica per addormentare Neal, che si risveglia nella stanza dell'ospedale il giorno del 18 settembre come se nulla fosse accaduto, eccetto una carta del 7 di picche rosse sul suo comodino con scritto: "Con gli omaggi del Rainbow Club". In seguito, trova il coraggio di affrontare finalmente il padre, che voleva che seguisse le sue orme, e viene invitato ad una mostra d'arte della Conrad Competition. Alla mostra appare Grant, che gli dice di aver recuperato il suo quadro nel motel lasciato pochi giorni prima lungo la Interstate 60 ed averlo esposto in questa mostra. Poco dopo, il ragazzo incontra Lynn e i due si presentano, ma per entrambi la scena sembra già vissuta.
Il film si conclude con Grant che raccomanda alla sorella di Neal di non dimenticare di esprimere un desiderio nell'imminente giorno del suo compleanno.

## Scene eliminate
Il DVD include molte scene eliminate e alcuni ponti di collegamento per avvenimenti del film; tra le principali troviamo:
- Neal visita un ufficio governativo dove cerca informazioni sulla Interstate 60 e l'impiegato gli ripete continuamente che la strada non esiste. L'impiegato spiega il sistema delle Higway Interstate americano a Neal. Questi scopre che se la strada esistesse sarebbe orientata verso Est e si troverebbe a Nord della Interstate 40 e a Sud della Interstate 70.
- Dopo che un collega dice a Neal che il lavoro è come la scuola a causa di tutte le regole e punizioni, Neal parla con un altro collega, Otis. Otis ama il suo lavoro perché lavorare di notte lo fa sentire speciale. Neal chiede a Otis se il lavoro è come la scuola e Otis risponde ridendo che lui non è andato a scuola.
- Neal incontra suo padre nel suo ufficio e gli dice che non vuole stare in una gabbia per piccioni. Suo padre risponde che tutti nel mondo vivono in una gabbia per piccioni, anche gli artisti morti di fame; ci sono buone gabbie e brutte gabbie, quindi meglio stare in una buona.
- All'inizio del suo viaggio on the road, Neal riceve una telefonata al cellulare ma la chiude dicendo che l'unica libertà rimasta nel ventunesimo secolo è restare isolati.
- Alla stazione di polizia nella città in cui ai drogati viene data una droga a forte dipendenza ma totalmente legale, e che questi pagano lavorando per la città, Neal porta una madre in cerca del proprio figlio. Il figlio è interessato solo alla droga e non alla madre. Alla madre viene data una doppia scelta: o restare da parte e vedere il figlio, e magari farlo lavorare per lei, oppure prendere la droga e diventare dipendente da essa e lei chiede a Neal cosa dovrebbe fare. Neal le racconta la storia delle visite che faceva a sua nonna nella casa di cura. Quando la demenza senile le fece perdere la ragione, Neal ha continuato a ricordare il tempo passato insieme, anche se lei non lo faceva. La madre risponde piangendo che non diventerà mai nonna e prende la droga.
- Dopo aver lasciato l'ospedale alla fine del film, Neal rompe con la sua ex ragazza, che lo definisce perdente, rispondendole che gli artisti morivano di fame per il loro lavoro solo nel secolo precedente.